# Mistrzostwa Europy w Pływaniu 2022
Mistrzostwa Europy w Pływaniu 2022 – 36. edycja mistrzostw Europy w pływaniu, które odbywały się w dniach 11–21 sierpnia 2022 roku w Rzymie.

## Plan mistrzostw
| ● | Finały |

| Sierpień                     | 11 | 12 | 13 | 14 | 15 | 16 | 17 | 18 | 19 | 20 | 21 | Łącznie |
| ---------------------------- | -- | -- | -- | -- | -- | -- | -- | -- | -- | -- | -- | ------- |
| Pływanie                     | 3  | 6  | 7  | 5  | 6  | 7  | 9  |    |    |    |    | 43      |
| Pływanie na otwartym akwenie |    |    |    |    |    |    |    |    |    | 2  | 3  | 5       |
| Pływanie artystyczne         | 1  | 3  | 2  | 3  | 3  |    |    |    |    |    |    | 12      |
| Skoki do wody                |    |    |    |    | 1  | 2  | 2  | 2  | 2  | 2  | 2  | 13      |
| Skoki z klifów               |    |    |    |    |    |    |    |    | 1  | 1  |    | 2       |
| Łącznie                      | 4  | 9  | 9  | 8  | 10 | 9  | 11 | 2  | 3  | 5  | 5  | 75      |

## Klasyfikacja medalowa mistrzostw
| Miejsce | Państwo              | Złoto | Srebro | Brąz | Razem |
| ------- | -------------------- | ----- | ------ | ---- | ----- |
| 1.      | Włochy               | 24    | 24     | 19   | 67    |
| 2.      | Wielka Brytania      | 10    | 8      | 9    | 27    |
| 3.      | Ukraina              | 10    | 6      | 1    | 17    |
| 4.      | Niemcy               | 6     | 2      | 7    | 15    |
| 5.      | Węgry                | 5     | 8      | 3    | 16    |
| 6.      | Holandia             | 5     | 1      | 6    | 12    |
| 7.      | Szwecja              | 4     | 2      | 2    | 8     |
| 8.      | Francja              | 3     | 8      | 10   | 21    |
| 9.      | Rumunia              | 3     | 1      | 0    | 4     |
| 10.     | Szwajcaria           | 1     | 4      | 0    | 5     |
| 11.     | Grecja               | 1     | 1      | 2    | 4     |
| 12.     | Litwa                | 1     | 0      | 3    | 4     |
| 13.     | Bośnia i Hercegowina | 1     | 0      | 1    | 2     |
| 14.     | Izrael               | 1     | 0      | 0    | 1     |
| 15.     | Hiszpania            | 0     | 5      | 0    | 5     |
| 16.     | Austria              | 0     | 2      | 4    | 6     |
| 17.     | Polska               | 0     | 1      | 1    | 2     |
| 18.     | Dania                | 0     | 1      | 0    | 1     |
| 18.     | Finlandia            | 0     | 1      | 0    | 1     |
| 20.     | Portugalia           | 0     | 0      | 3    | 3     |
| 21.     | Słowacja             | 0     | 0      | 2    | 2     |
| 22.     | Serbia               | 0     | 0      | 1    | 1     |
| 22.     | Turcja               | 0     | 0      | 1    | 1     |
| Razem   | Razem                | 75    | 75     | 75   | 225   |

## Medaliści

### Pływanie

#### Mężczyźni
| Konkurencja                 | Złoto | Czas        | Srebro | Czas     | Brąz | Czas       |
| Styl dowolny                | |             | |          | |            |
| 50 metrów                   | Benjamin Proud · Wielka Brytania | 21,58       | Leonardo Deplano · Włochy | 21,60    | Kristian Gołomeew · Grecja | 21,75      |
| 100 metrów                  | David Popovici · Rumunia | 46,86       | Kristóf Milák · Węgry | 47,47    | Alessandro Miressi · Włochy | 47,63      |
| 200 metrów                  | David Popovici · Rumunia | 1:42,97 WJ, | Antonio Djakovic · Szwajcaria | 1:45,60  | Felix Auböck · Austria | 1:45,89    |
| 400 metrów                  | Lukas Märtens · Niemcy | 3:42,50     | Antonio Djakovic · Szwajcaria | 3:43,93  | Henning Mühlleitner · Niemcy | 3:44,53    |
| 800 metrów                  | Gregorio Paltrinieri · Włochy | 7:40,86     | Lukas Märtens · Niemcy | 7:42,65  | Lorenzo Galossi · Włochy | 7:43,37 WJ |
| 1500 metrów                 | Mychajło Romanczuk · Ukraina | 14:36,10    | Gregorio Paltrinieri · Włochy | 14:39,79 | Damien Joly · Francja | 14:50,86   |
| Styl grzbietowy             | |             | |          | |            |
| 50 metrów                   | Apostolos Christou · Grecja | 24,36       | Thomas Ceccon · Włochy | 24,40    | Ole Braunschweig · Niemcy | 24,68      |
| 100 metrów                  | Thomas Ceccon · Włochy | 52,21       | Apostolos Christou · Grecja | 52,24    | Yohann Ndoye-Brouard · Francja                                                                                                   | 52,92      |
| 200 metrów                  | Yohann Ndoye Brouard · Francja | 1:55,62     | Benedek Kovács · Węgry | 1:56,03  | Luke Greenbank · Wielka Brytania                                                                                                 | 1:56,15    |
| Styl klasyczny              | |             | |          | |            |
| 50 metrów                   | Nicolò Martinenghi · Włochy | 26,33       | Simone Cerasuolo · Włochy | 26,95    | Lucas Matzerath · Niemcy | 27,11      |
| 100 metrów                  | Nicolò Martinenghi · Włochy | 58,26 =     | Federico Poggio · Włochy | 58,98    | Andrius Šidlauskas · Litwa | 59,50      |
| 200 metrów                  | James Wilby · Wielka Brytania | 2:08,96     | Matti Mattsson · Finlandia | 2:09,40  | Luca Pizzini · Włochy | 2:09,97    |
| Styl motylkowy              | |             | |          | |            |
| 50 metrów                   | Thomas Ceccon · Włochy | 22,89       | Maxime Grousset · Francja | 22,97    | Diogo Ribeiro · Portugalia | 23,07      |
| 100 metrów                  | Kristóf Milák · Węgry | 50,33       | Noè Ponti · Szwajcaria | 50,87    | Jakub Majerski · Polska | 51,22      |
| 200 metrów                  | Kristóf Milák · Węgry | 1:52,01     | Richárd Márton · Węgry | 1:54,78  | Alberto Razzetti · Włochy | 1:55,01    |
| Styl zmienny                | |             | |          | |            |
| 200 metrów                  | Hubert Kós · Węgry | 1:57,72     | Alberto Razzetti · Włochy | 1:57,82  | Gabriel Lopes · Portugalia | 1:58,34    |
| 400 metrów                  | Alberto Razzetti · Włochy | 4:10,60     | Dávid Verrasztó · Węgry | 4:12,58  | Pier Andrea Matteazzi · Włochy                                                                                                   | 4:13,29    |
| Sztafety                    | |             | |          | |            |
| 4 × 100 metrów st. dowolnym | Włochy · Alessandro Miressi (47,76) · Thomas Ceccon (47,88) · Lorenzo Zazzeri (47,60) · Manuel Frigo (47,26) · Alessandro Bori · Leonardo Deplano · Filippo Megli                         | 3:10,50     | Węgry · Nándor Németh (47,86) · Szebasztián Szabó (48,42) · Dániel Mészáros (48,91) · Kristóf Milák (47,24)                                           | 3:12,43  | Wielka Brytania · Jacob Whittle (48,72) · Matthew Richards (47,88) · Thomas Dean (47,74) · Edward Mildred (48,36)                | 3:12,70    |
| 4 × 200 metrów st. dowolnym | Węgry · Nándor Németh (1:46,28) · Richárd Márton (1:47,01) · Balázs Holló (1:47,67) · Kristóf Milák (1:44,42) · Dániel Mészáros ·                                                         | 7:05,38     | Włochy · Marco De Tullio (1:46,47) · Lorenzo Galossi (1:47,91) · Gabriele Detti (1:46,51) · Stefano Di Cola (1:45,36) · Matteo Ciampi · Filippo Megli | 7:06,25  | Francja · Hadrien Salvan (1:46,50) · Wissam-Amazigh Yebba (1:45,92) · Enzo Tesic (1:47,51) · Roman Fuchs (1:47,04) · Mewen Tomac | 7:06,97    |
| 4 × 100 metrów st. zmiennym | Włochy · Thomas Ceccon (52,82) · Nicolò Martinenghi (57,72) · Matteo Rivolta (50,75) · Alessandro Miressi (47,17) · Michele Lamberti · Federico Poggio · Federico Burdisso · Manuel Frigo | 3:28,46     | Francja · Yohann Ndoye-Brouard (53,06) · Antoine Viquerat (1:00,48) · Clément Secchi (51,53) · Maxime Grousset (47,43) · Mewen Tomac · Charles Rihoux | 3:32,50  | Austria · Bernhard Reitshammer (54,68) · Valentin Bayer (59,54) · Simon Bucher (50,97) · Heiko Gigler (48,09)                    | 3:33,28    |

#### Kobiety
| Konkurencja                 | Złoto | Czas     | Srebro | Czas     | Brąz | Czas     |
| Styl dowolny                | |          | |          | |          |
| 50 metrów                   | Sarah Sjöström · Szwecja | 23,91    | Katarzyna Wasick · Polska | 24,20    | Valerie van Roon · Holandia | 24,64    |
| 100 metrów                  | Marrit Steenbergen · Holandia | 53,24    | Charlotte Bonnet · Francja | 53,62    | Freya Anderson · Wielka Brytania | 53,63    |
| 200 metrów                  | Marrit Steenbergen · Holandia | 1:56,36  | Freya Anderson · Wielka Brytania | 1:56,52  | Isabel Gose · Niemcy | 1:57,09  |
| 400 metrów                  | Isabel Gose · Niemcy | 4:04,13  | Simona Quadarella · Włochy | 4:04,77  | Ajna Késely · Węgry | 4:08,00  |
| 800 metrów                  | Simona Quadarella · Włochy | 8:20,54  | Isabel Gose · Niemcy | 8:22,01  | Merve Tuncel · Turcja | 8:24,33  |
| 1500 metrów                 | Simona Quadarella · Włochy | 15:54,15 | Viktória Mihályvári-Farkas · Węgry | 16:02,15 | Martina Caramignoli · Włochy | 16:12,39 |
| Styl grzbietowy             | |          | |          | |          |
| 50 metrów                   | Analia Pigrée · Francja | 27,27    | Silvia Scalia · Włochy | 27,53    | Maaike de Waard · Holandia | 27,54    |
| 100 metrów                  | Margherita Panziera · Włochy | 59,40    | Medi Harris · Wielka Brytania | 59,46    | Kira Toussaint · Holandia | 59,53    |
| 200 metrów                  | Margherita Panziera · Włochy | 2:07,13  | Katie Shanahan · Wielka Brytania | 2:09,26  | Dóra Molnár · Węgry | 2:09,73  |
| Styl klasyczny              | |          | |          | |          |
| 50 metrów                   | Rūta Meilutytė · Litwa | 29,59    | Benedetta Pilato · Włochy | 29,71    | Imogen Clark · Wielka Brytania | 30,31    |
| 100 metrów                  | Benedetta Pilato · Włochy | 1:05,97  | Lisa Angiolini · Włochy | 1:06,34  | Rūta Meilutytė · Litwa | 1:06,50  |
| 200 metrów                  | Lisa Mamié · Szwajcaria | 2:23,27  | Martina Carraro · Włochy | 2:23,64  | Kotryna Teterevkova · Litwa | 2:24,16  |
| Styl motylkowy              | |          | |          | |          |
| 50 metrów                   | Sarah Sjöström · Szwecja | 24,96    | Marie Wattel · Francja | 25,33    | Maaike de Waard · Holandia | 25,62    |
| 100 metrów                  | Louise Hansson · Szwecja | 56,66    | Marie Wattel · Francja | 56,80    | Lana Pudar · Bośnia i Hercegowina | 57,27    |
| 200 metrów                  | Lana Pudar · Bośnia i Hercegowina | 2:06,81  | Helena Rosendahl Bach · Dania | 2:07,30  | Ilaria Cusinato · Włochy | 2:07,77  |
| Styl zmienny                | |          | |          | |          |
| 200 metrów                  | Anastasia Gorbenko · Izrael | 2:10,92  | Marrit Steenbergen · Holandia | 2:11,14  | Sara Franceschi · Włochy | 2:11,38  |
| 400 metrów                  | Viktoria Mihalyvari-Farkas · Węgry | 4:37,56  | Zsuzsanna Jakabos · Węgry | 4:39,79  | Freya Colbert · Wielka Brytania | 4:40,06  |
| Sztafety                    | |          | |          | |          |
| 4 × 100 metrów st. dowolnym | Wielka Brytania · Freya Colbert (54,88) · Anna Hopkin (53,44) · Medi Harris (54,61) · Freya Anderson (53,54)                                 | 3:36,47  | Szwecja · Sarah Sjöström (53,12) · Louise Hansson (54,21) · Sara Junevik (55,12) · Sofia Astedt (54,84)                                               | 3:37,29  | Holandia · Kim Busch (55,21) · Tessa Giele (54,60) · Valerie van Roon (54,76) · Marrit Steenbergen (53,02)                                            | 3:37,59  |
| 4 × 200 metrów st. dowolnym | Holandia · Imani de Jong (1:58,97) · Silke Holkenborg (1:58,92) · Janna van Kooten (1:59,92) · Marrit Steenbergen (1:56,26) · Lotte Hosper · | 7:54,07  | Wielka Brytania · Freya Colbert (1:58,72) · Lucy Hope (1:58,98) · Medi Harris (2:00,01) · Freya Anderson (1:57,02) · Tamryn van Selm · Holly Hibbott  | 7:54,73  | Węgry · Nikolett Pádár (1:58,52) · Katinka Hosszú (2:00,62) · Ajna Késely (1:59,43) · Lilla Minna Ábrahám (1:57,16) · Zsuzsanna Jakabos · Dóra Molnár | 7:55,73  |
| 4 × 100 metrów st. zmiennym | Szwecja · Hanna Rosvall (1:00,66) · Sophie Hansson (1:06,26) · Louise Hansson (56,29) · Sarah Sjöström (52,04)                               | 3:55,25  | Francja · Pauline Mahieu (1:00,17) · Charlotte Bonnet (1:06,49) · Marie Wattel (56,09) · Béryl Gastaldello (53,61) · Emma Terebo · Adèle Blanchetière | 3:56,36  | Holandia · Kira Toussaint (1:00,29) · Tes Schouten (1:06,75) · Maaike de Waard (57,74) · Marrit Steenbergen (52,23) · Tessa Giele · Valerie van Roon  | 3:57,01  |

#### Konkurencje mieszane
| Konkurencja                 | Złoto | Czas    | Srebro | Czas    | Brąz | Czas    |
| Sztafety                    | |         | |         | |         |
| 4 × 100 metrów st. dowolnym | Francja · Maxime Grousset (48,02) · Charles Rihoux (48,39) · Charlotte Bonnet (53,34) · Marie Wattel (53,05) · Hadrien Salvan · Lucile Tessariol · Béryl Gastaldello | 3:22,80 | Wielka Brytania · Thomas Dean (48,46) · Matthew Richards (48,19) · Anna Hopkin (53,62) · Freya Anderson (53,03) · Edward Mildred · Jacob Whittle · Lucy Hope                              | 3:23,30 | Szwecja · Björn Seeliger (48,09) · Robin Hanson (48,91) · Sarah Sjöström (52,68) · Louise Hansson (53,72) · Sofia Åstedt                        | 3:23,40 |
| 4 × 200 metrów st. dowolnym | Wielka Brytania · Thomas Dean (1:46,15) · Matthew Richards (1:46,91) · Freya Colbert (1:57,29) · Freya Anderson (1:57,81) · Kieran Bird · Jacob Whittle · Lucy Hope  | 7:28,16 | Francja · Hadrien Salvan (1:47,63) · Wissam-Amazigh Yebba (1:46,53) · Charlotte Bonnet (1:56,39) · Lucile Tessariol (1:58,70) · Roman Fuchs · Giulia Rossi-Bene                           | 7:29,25 | Włochy · Stefano Di Cola (1:47,00) · Matteo Ciampi (1:47,69) · Alice Mizzau (1:58,73) · Noemi Cesarano (1:58,43) · Filippo Megli · Linda Caponi | 7:31,85 |
| 4 × 100 metrów st. zmiennym | Holandia · Kira Toussaint (59,49) · Arno Kamminga (59,19) · Nyls Korstanje (50,72) · Marrit Steenbergen (52,33) · Tessa Giele                                        | 3:41,73 | Włochy · Thomas Ceccon (52,82) · Nicolò Martinenghi (58,13) · Elena Di Liddo (58,49) · Silvia Di Pietro (54,17) · Michele Lamberti · Francesca Fangio · Ilaria Bianchi · Leonardo Deplano | 3:43,61 | Wielka Brytania · Medi Harris (1:00,20) · James Wilby (59,31) · Jacob Peters (51,84) · Anna Hopkin (53,34) · Lauren Cox · Greg Butler           | 3:44,69 |

#### Klasyfikacja medalowa
| Miejsce | Państwo              | Złoto | Srebro | Brąz | Razem |
| ------- | -------------------- | ----- | ------ | ---- | ----- |
| 1.      | Włochy               | 13    | 13     | 9    | 35    |
| 2.      | Węgry                | 5     | 7      | 3    | 15    |
| 3.      | Wielka Brytania      | 4     | 5      | 6    | 15    |
| 4.      | Holandia             | 4     | 1      | 6    | 11    |
| 5.      | Szwecja              | 4     | 1      | 1    | 6     |
| 6.      | Francja              | 3     | 7      | 3    | 13    |
| 7.      | Niemcy               | 2     | 2      | 4    | 8     |
| 8.      | Rumunia              | 2     | 0      | 0    | 2     |
| 9.      | Szwajcaria           | 1     | 3      | 0    | 4     |
| 10.     | Grecja               | 1     | 1      | 1    | 3     |
| 11.     | Litwa                | 1     | 0      | 3    | 4     |
| 12.     | Bośnia i Hercegowina | 1     | 0      | 1    | 2     |
| 13.     | Izrael               | 1     | 0      | 0    | 1     |
| 13.     | Ukraina              | 1     | 0      | 0    | 1     |
| 15.     | Polska               | 0     | 1      | 1    | 2     |
| 16.     | Dania                | 0     | 1      | 0    | 1     |
| 16.     | Finlandia            | 0     | 1      | 0    | 1     |
| 18.     | Austria              | 0     | 0      | 2    | 2     |
| 18.     | Portugalia           | 0     | 0      | 2    | 2     |
| 20.     | Turcja               | 0     | 0      | 1    | 1     |
| Razem   | Razem                | 43    | 43     | 43   | 129   |

### Pływanie na otwartym akwenie

#### Mężczyźni
| Konkurencja | Złoto                                                       | Czas                                                        | Srebro                                                      | Czas                                                        | Brąz                                                        | Czas                                                        |
| 5 km        | Gregorio Paltrinieri · Włochy                               | 52:13,5                                                     | Domenico Acerenza · Włochy                                  | 52:14,2                                                     | Marc-Antoine Olivier · Francja                              | 52:20,8                                                     |
| 10 km       | Domenico Acerenza · Włochy                                  | 1:50:33,6                                                   | Marc-Antoine Olivier · Francja                              | 1:50:37,3                                                   | Logan Fontaine · Francja                                    | 1:50:39,1                                                   |
| 25 km       | wyścig odwołany ze względu na niekorzystne warunki pogodowe | wyścig odwołany ze względu na niekorzystne warunki pogodowe | wyścig odwołany ze względu na niekorzystne warunki pogodowe | wyścig odwołany ze względu na niekorzystne warunki pogodowe | wyścig odwołany ze względu na niekorzystne warunki pogodowe | wyścig odwołany ze względu na niekorzystne warunki pogodowe |

#### Kobiety
| Konkurencja | Złoto                                                       | Czas                                                        | Srebro                                                      | Czas                                                        | Brąz                                                        | Czas                                                        |
| 5 km        | Sharon van Rouwendaal · Holandia                            | 56:58,7                                                     | María de Valdés · Hiszpania                                 | 57:00,2                                                     | Giulia Gabbrielleschi · Włochy                              | 57:00,3                                                     |
| 10 km       | Leonie Beck · Niemcy                                        | 2:01:13,4                                                   | Ginevra Taddeucci · Włochy                                  | 2:01:15,2                                                   | Angélica André · Portugalia                                 | 2:01:16,4                                                   |
| 25 km       | wyścig odwołany ze względu na niekorzystne warunki pogodowe | wyścig odwołany ze względu na niekorzystne warunki pogodowe | wyścig odwołany ze względu na niekorzystne warunki pogodowe | wyścig odwołany ze względu na niekorzystne warunki pogodowe | wyścig odwołany ze względu na niekorzystne warunki pogodowe | wyścig odwołany ze względu na niekorzystne warunki pogodowe |

#### Konkurencje mieszane
| Konkurencja    | Złoto                                                                                 | Czas    | Srebro                                                                | Czas    | Brąz                                                                       | Czas      |
| 5 km drużynowo | Włochy · Rachele Bruni · Ginevra Taddeucci · Gregorio Paltrinieri · Domenico Acerenza | 59:43,1 | Węgry · Réka Rohács · Anna Olasz · David Betlehem · Kristóf Rasovszky | 59:53,9 | Francja · Madelon Catteau · Aurélie Muller · Alex Reymond · Logan Fontaine | 1:00:08,3 |

#### Klasyfikacja medalowa
| Miejsce | Państwo    | Złoto | Srebro | Brąz | Razem |
| ------- | ---------- | ----- | ------ | ---- | ----- |
| 1.      | Włochy     | 3     | 2      | 1    | 6     |
| 2.      | Holandia   | 1     | 0      | 0    | 1     |
| 2.      | Niemcy     | 1     | 0      | 0    | 1     |
| 4.      | Francja    | 0     | 1      | 3    | 4     |
| 5.      | Hiszpania  | 0     | 1      | 0    | 1     |
| 5.      | Węgry      | 0     | 1      | 0    | 1     |
| 7.      | Portugalia | 0     | 0      | 1    | 1     |
| Razem   | Razem      | 5     | 5      | 5    | 15    |

### Skoki do wody

#### Mężczyźni
| Konkurencja                   | Złoto                                            | Wynik  | Srebro                                      | Wynik  | Brąz                                            | Wynik  |
| Trampolina 1 m                | Jack Laugher · Wielka Brytania                   | 413,40 | Lorenzo Marsaglia · Włochy                  | 396,25 | Giovanni Tocci · Włochy                         | 386,20 |
| Trampolina 3 m                | Lorenzo Marsaglia · Włochy                       | 453,85 | Jordan Houlden · Wielka Brytania            | 428,55 | Giovanni Tocci · Włochy                         | 392,70 |
| Trampolina 3 m synchronicznie | Wielka Brytania · Anthony Harding · Jack Laugher | 412,83 | Włochy · Lorenzo Marsaglia · Giovanni Tocci | 387,51 | Ukraina · Oleksandr Horshkovozov · Oleh Kolodiy | 384,39 |
| Wieża 10 m                    | Oleksiy Sereda · Ukraina                         | 493,55 | Noah Williams · Wielka Brytania             | 459,00 | Ben Cutmore · Wielka Brytania                   | 438,35 |
| Wieża 10 m synchronicznie     | Wielka Brytania · Ben Cutmore · Kyle Kothari     | 390,48 | Ukraina · Kirill Boliukh · Oleksiy Sereda   | 388,02 | Niemcy · Timo Barthel · Jaden Eikermann         | 369,30 |

#### Kobiety
| Konkurencja                   | Złoto                                                      | Wynik  | Srebro                                      | Wynik  | Brąz                                       | Wynik  |
| Trampolina 1 m                | Elena Bertocchi · Włochy                                   | 264,25 | Emma Gullstrand · Szwecja                   | 259,65 | Chiara Pellacani · Włochy                  | 259,05 |
| Trampolina 3 m                | Chiara Pellacani · Włochy                                  | 318,75 | Michelle Heimberg · Szwajcaria              | 301,80 | Yasmin Harper · Wielka Brytania            | 296,20 |
| Trampolina 3 m synchronicznie | Niemcy · Lena Hentschel · Tina Punzel                      | 281,16 | Włochy · Elena Bertocchi · Chiara Pellacani | 260,76 | Szwecja · Emilia Nilsson · Elna Widerström | 257,70 |
| Wieża 10 m                    | Andrea Spendolini-Sirieix · Wielka Brytania                | 333,60 | Sofiya Lyskun · Ukraina                     | 329,80 | Christina Wassen · Niemcy                  | 314,10 |
| Wieża 10 m synchronicznie     | Wielka Brytania · Andrea Spendolini-Sirieix · Lois Toulson | 303,60 | Ukraina · Kseniya Baylo · Sofiya Lyskun     | 298,86 | Niemcy · Christina Wassen · Elena Wassen   | 289,86 |

#### Konkurencje mieszane
| Konkurencja                   | Złoto                                                                                               | Wynik  | Srebro                                                                        | Wynik  | Brąz                                                                                    | Wynik  |
| Trampolina 3 m synchronicznie | Niemcy · Lou Massenberg · Tina Punzel                                                               | 294,69 | Wielka Brytania · James Heatly · Grace Reid                                   | 290,76 | Włochy · Chiara Pellacani · Matteo Santoro                                              | 283,56 |
| Wieża 10 m synchronicznie     | Wielka Brytania · Kyle Kothari · Lois Toulson                                                       | 300,78 | Ukraina · Sofiya Lyskun · Oleksiy Sereda                                      | 298,59 | Włochy · Sarah Jodoin Di Maria · Eduard Timbretti Gugiu                                 | 290,28 |
| Drużynowo                     | Włochy · Eduard Timbretti Gugiu · Sarah Jodoin Di Maria · Andreas Sargent Larsen · Chiara Pellacani | 402,55 | Ukraina · Kseniya Baylo · Kirill Boliukh · Viktoriya Kesar · Danylo Konovalov | 399,05 | Wielka Brytania · James Heatly · Noah Williams · Andrea Spendolini-Sirieix · Grace Reid | 384,70 |

#### Klasyfikacja medalowa
| Miejsce | Państwo         | Złoto | Srebro | Brąz | Razem |
| ------- | --------------- | ----- | ------ | ---- | ----- |
| 1.      | Wielka Brytania | 6     | 3      | 3    | 12    |
| 2.      | Włochy          | 4     | 3      | 5    | 12    |
| 3.      | Niemcy          | 2     | 0      | 3    | 5     |
| 4.      | Ukraina         | 1     | 5      | 1    | 7     |
| 5.      | Szwecja         | 0     | 1      | 1    | 2     |
| 6.      | Szwajcaria      | 0     | 1      | 0    | 1     |
| Razem   | Razem           | 13    | 13     | 13   | 39    |

### Pływanie artystyczne

#### Kobiety
| Konkurencja          | Złoto | Wynik   | Srebro | Wynik   | Brąz | Wynik   |
| Solo technicznie     | Marta Fiedina · Ukraina | 92,6394 | Linda Cerruti · Włochy | 90,8839 | Vasiliki Alexandri · Austria | 90,0156 |
| Solo dowolnie        | Marta Fiedina · Ukraina | 94,6333 | Linda Cerruti · Włochy | 92,1000 | Vasiliki Alexandri · Austria | 91,8333 |
| Duety technicznie    | Ukraina · Maryna Aleksiiva · Vladyslava Aleksiiva | 92,8538 | Austria · Anna-Maria Alexandri · Eirini-Marina Alexandri | 91,9852 | Włochy · Linda Cerruti · Costanza Ferro | 90,3577 |
| Duety dowolnie       | Ukraina · Maryna Aleksiiva · Vladyslava Aleksiiva | 94,7333 | Austria · Anna-Maria Alexandri · Eirini-Marina Alexandri | 93,0000 | Włochy · Linda Cerruti · Costanza Ferro | 91,7000 |
| Zespół technicznie   | Ukraina · Maryna Aleksiiva · Vladyslava Aleksiiva · Olesia Derevianchenko · Marta Fiedina · Veronika Hryshko · Anhelina Ovchynnikova · Anastasiia Shmonina · Valeriya Tyshchenko                                        | 92,5106 | Włochy · Domiziana Cavanna · Linda Cerruti · Costanza Di Camillo · Costanza Ferro · Gemma Galli · Marta Iacoacci · Marta Murru · Enrica Piccoli                                    | 90,3772 | Francja · Ambre Esnault · Laura González · Mayssa Guermoud · Oriane Jaillardon · Maureen Jenkins · Romane Lunel · Eve Planeix · Charlotte Tremble                                                                  | 88,0093 |
| Zespół dowolnie      | Ukraina · Maryna Aleksiiva · Vladyslava Aleksiiva · Olesia Derevianchenko · Marta Fiedina · Veronika Hryshko · Anhelina Ovchynnikova · Anastasiia Shmonina · Valeriya Tyshchenko                                        | 94,1000 | Włochy · Domiziana Cavanna · Linda Cerruti · Costanza Di Camillo · Costanza Ferro · Gemma Galli · Marta Iacoacci · Enrica Piccoli · Francesca Zunino                               | 92,6667 | Francja · Ambre Esnault · Laura González · Mayssa Guermoud · Oriane Jaillardon · Maureen Jenkins · Romane Lunel · Eve Planeix · Charlotte Tremble                                                                  | 90,5667 |
| Kombinacja dowolnie  | Ukraina · Maryna Aleksiiva · Vladyslava Aleksiiva · Olesia Derevianchenko · Marta Fiedina · Veronika Hryshko · Sofiia Matsiievska · Daria Moshynska · Anhelina Ovchynnikova · Anastasiia Shmonina · Valeriya Tyshchenko | 95,2000 | Włochy · Domiziana Cavanna · Linda Cerruti · Costanza Di Camillo · Costanza Ferro · Gemma Galli · Marta Iacoacci · Marta Murru · Enrica Piccoli · Federica Sala · Francesca Zunino | 92,6667 | Grecja · Zoi Agrafioti · Maria Alzigkouzi Kominea · Eleni Fragkaki · Krystalenia Gialama · Zoi Karangelou · Maria Karapanagiotou · Danai Kariori · Ifigeneia Krommydaki · Sofia Malkogeorgou · Andriana Misikevych | 89,4000 |
| Program akrobatyczny | Ukraina · Maryna Aleksiiva · Vladyslava Aleksiiva · Olesia Derevianchenko · Marta Fiedina · Veronika Hryshko · Sofiia Matsiievska · Daria Moshynska · Anhelina Ovchynnikova · Anastasiia Shmonina · Valeriya Tyshchenko | 94,0667 | Włochy · Domiziana Cavanna · Linda Cerruti · Costanza Di Camillo · Costanza Ferro · Gemma Galli · Marta Iacoacci · Marta Murru · Enrica Piccoli · Federica Sala · Francesca Zunino | 91,7000 | Francja · Camille Bravard · Manon Disbeaux · Ambre Esnault · Laura González · Mayssa Guermoud · Maureen Jenkins · Romane Lunel · Eve Planeix · Charlotte Tremble · Mathilde Vigneres                               | 89,2000 |

#### Mężczyźni
| Konkurencja      | Złoto                     | Wynik   | Srebro                            | Wynik   | Brąz                           | Wynik   |
| Solo technicznie | Giorgio Minisini · Włochy | 85,7033 | Fernando Díaz del Río · Hiszpania | 79,4951 | Ivan Martinović · Serbia       | 58,8834 |
| Solo dowolnie    | Giorgio Minisini · Włochy | 88,4667 | Fernando Díaz del Río · Hiszpania | 83,3333 | Quentin Rakotomalala · Francja | 78,0000 |

#### Konkurencje mieszane
| Konkurencja                | Złoto                                         | Wynik   | Srebro                              | Wynik   | Brąz                                           | Wynik   |
| Duety mieszane technicznie | Włochy · Giorgio Minisini · Lucrezia Ruggiero | 89,3679 | Hiszpania · Emma García · Pau Ribes | 83,7548 | Słowacja · Jozef Solymosy · Silvia Solymosyová | 75,5914 |
| Duety mieszane dowolnie    | Włochy · Giorgio Minisini · Lucrezia Ruggiero | 89,7333 | Hiszpania · Emma García · Pau Ribes | 84,7667 | Słowacja · Jozef Solymosy · Silvia Solymosyová | 77,0333 |

#### Klasyfikacja medalowa
| Miejsce | Państwo   | Złoto | Srebro | Brąz | Razem |
| ------- | --------- | ----- | ------ | ---- | ----- |
| 1.      | Ukraina   | 8     | 0      | 0    | 8     |
| 2.      | Włochy    | 4     | 6      | 2    | 12    |
| 3.      | Hiszpania | 0     | 4      | 0    | 4     |
| 4.      | Austria   | 0     | 2      | 2    | 4     |
| 5.      | Francja   | 0     | 0      | 4    | 4     |
| 6.      | Słowacja  | 0     | 0      | 2    | 2     |
| 7.      | Grecja    | 0     | 0      | 1    | 1     |
| 7.      | Serbia    | 0     | 0      | 1    | 1     |
| Razem   | Razem     | 12    | 12     | 12   | 36    |

### Skoki z klifów
| Konkurencja | Złoto                         | Wynik  | Srebro                         | Wynik  | Brąz                        | Wynik  |
| Mężczyźni   | Constantin Popovici · Rumunia | 455,70 | Catalin-Petru Preda · Rumunia  | 436,20 | Alessandro De Rose · Włochy | 416,45 |
| Kobiety     | Iris Schmidbauer · Niemcy     | 309,30 | Antonina Vyshyvanova · Ukraina | 295,40 | Elisa Cosetti · Włochy      | 284,30 |

#### Klasyfikacja medalowa
| Miejsce | Państwo | Złoto | Srebro | Brąz | Razem |
| ------- | ------- | ----- | ------ | ---- | ----- |
| 1.      | Rumunia | 1     | 1      | 0    | 2     |
| 2.      | Niemcy  | 1     | 0      | 0    | 1     |
| 3.      | Ukraina | 0     | 1      | 0    | 1     |
| 4.      | Włochy  | 0     | 0      | 2    | 2     |
| Razem   | Razem   | 2     | 2      | 2    | 6     |